# Трећа лига Србије у америчком фудбалу 2017.
Трећа лига Србије у америчком фудбалу 2017. је треће издање најнижег ранга такмичења у америчком фудбалу у Србији. Сезона је почела 8. априла и у њој учествује осам тимова. Овог пута је такмичење страним клубовима забрањено.

## Систем такмичења
У лиги учествује осам клубова подељених по географској припадности у две групе – Север и Југ. Игра се по једнокружном систему свако са сваким, а након тога све екипе прелазе у плејоф где играју једнокружни систем и победник прелази у Другу лигу Србије. Финалиста игра бараж утакмицу за попуну Друге лиге Србије.

## Клубови
| Север                                               | Југ                                                                   |
| --------------------------------------------------- | --------------------------------------------------------------------- |
| Најтси Клек Пајратси Земун Шаркси Шабац Видре Бечеј | Ројал краунси Краљево Императори Ниш Бедеми Смедерево Хокси Обреновац |

## Група Север

### Табела
Легенда:
| #  | Клуб           | ИГ | П | ИЗ | ГД | ГП  | ГР  | %     |
| -- | -------------- | -- | - | -- | -- | --- | --- | ----- |
| 1. | Најтси Клек    | 3  | 3 | 0  | 76 | 12  | +64 | 1.000 |
| 2. | Видре Бечеј    | 3  | 2 | 1  | 62 | 33  | +29 | 0.667 |
| 3. | Шаркси Шабац   | 3  | 1 | 2  | 53 | 32  | +21 | 0.333 |
| 4. | Пајратси Земун | 3  | 0 | 3  | 9  | 123 | –98 | 0.000 |

## Група Југ

### Табела
Легенда:
| #  | Клуб                  | ИГ | П | ИЗ | ГД  | ГП  | ГР   | %     |
| -- | --------------------- | -- | - | -- | --- | --- | ---- | ----- |
| 1. | Берси Софија          | 3  | 3 | 0  | 101 | 6   | +95  | 1.000 |
| 2. | Голден берси Бор      | 3  | 2 | 1  | 52  | 55  | -3   | 0.667 |
| 3. | Ројал краунси Краљево | 3  | 1 | 2  | 30  | 22  | +8   | 0.333 |
| 4. | Бедеми Смедерево      | 3  | 0 | 3  | 14  | 114 | -100 | 0.000 |

## Плеј-оф

### Четвртфинале
- "Видре" Бечеј - "Императори" Ниш 35:0 (службени резултат: гости нису дошли на утакмицу)
- "Ројал краунси" Краљево - "Пајратси" Земун 16:10
- "Најтси" Клек - "Хавкси" Обреновац 28:8
- "Бедеми" Смедерево - "Шаркси" Шабац 22:28

### Полуфинале
| Датум       | Клуб                  | Клуб         | Резултат |
| ----------- | --------------------- | ------------ | -------- |
| 4. јун 2017 | Ројал краунси Краљево | Видре Бечеј  | 16:6     |
| 4. јун 2017 | Најтси Клек           | Шаркси Шабац | 28:0     |

### Финале
| Датум        | Клуб        | Клуб                  | Резултат |
| ------------ | ----------- | --------------------- | -------- |
| 18. јун 2017 | Најтси Клек | Ројал краунси Краљево | 20:5     |

### Бараж за Другу лигу
| Датум       | Клуб                 | Клуб                  | Резултат |
| ----------- | -------------------- | --------------------- | -------- |
| 2. јул 2017 | Вајлд догси Нови Сад | Ројал краунси Краљево | 13:7     |